# Galina Dronova
Galina Nikolaevna Dronova (in russo Галина Николаевна Дронова?; Leningrado, 29 gennaio 1937 – San Pietroburgo, 18 ottobre 2008) è stata una cestista sovietica.

## Carriera
Con l'Unione Sovietica ha disputato i Campionati europei del 1960.